# Đurđevića-Tarabrug
De Đurđevića-Tarabrug is een boogbrug over de rivier de Tara in het noorden van Montenegro. De brug bevindt zich tussen de dorpjes Budečevica en Trešnjica. De brug is genoemd naar het dorpje Đurđevića Tara.
Over de brug loopt de M-6, de weg tussen de grens met Sandzak en Jasenovo Polje.
De brug is gebouwd tussen 1937 en 1940 en is ontworpen door Mijat Trojanović. Bij voltooiing was het de grootste betonnen boogbrug in Europa voor gemotoriseerd verkeer.
De brug is 366 meter lang en heeft vijf bogen, waarvan de grootste een overspanning van 116 meter. De afstand tussen het wegdek en de rivier is 149 meter.
In 1942 is de centrale boog van de brug opgeblazen door Partizanen. In 1946 is de brug herbouwd.

## Trivia
- De brug is gebruikt tijdens de verfilming van Force 10 from Navarone.
- In de roman Het land achter Gods rug van A. den Doolaard speelt deze brug en het verhaal achter haar vernietiging tijdens de oorlog een belangrijke rol.

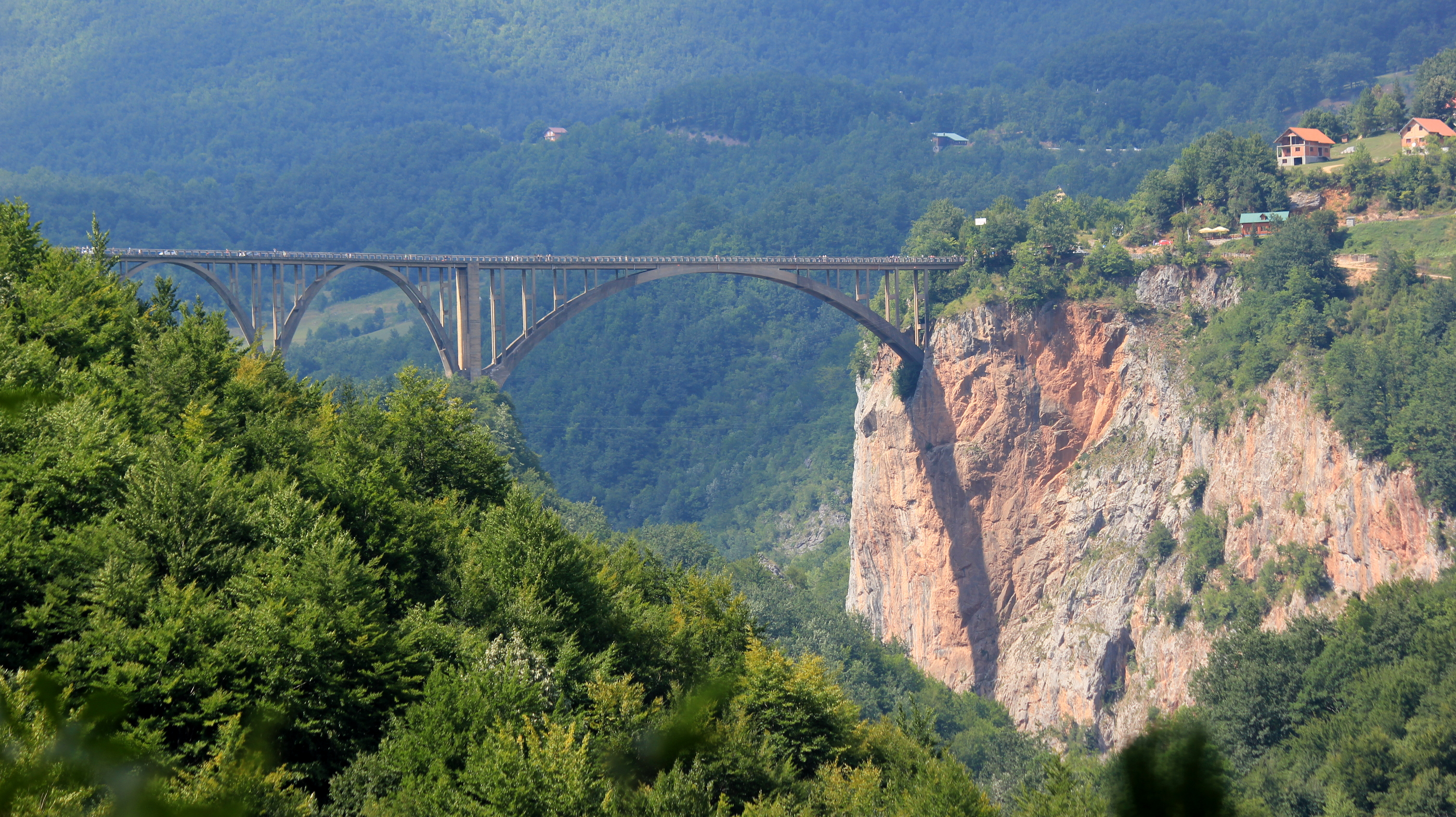
Zicht op de brug
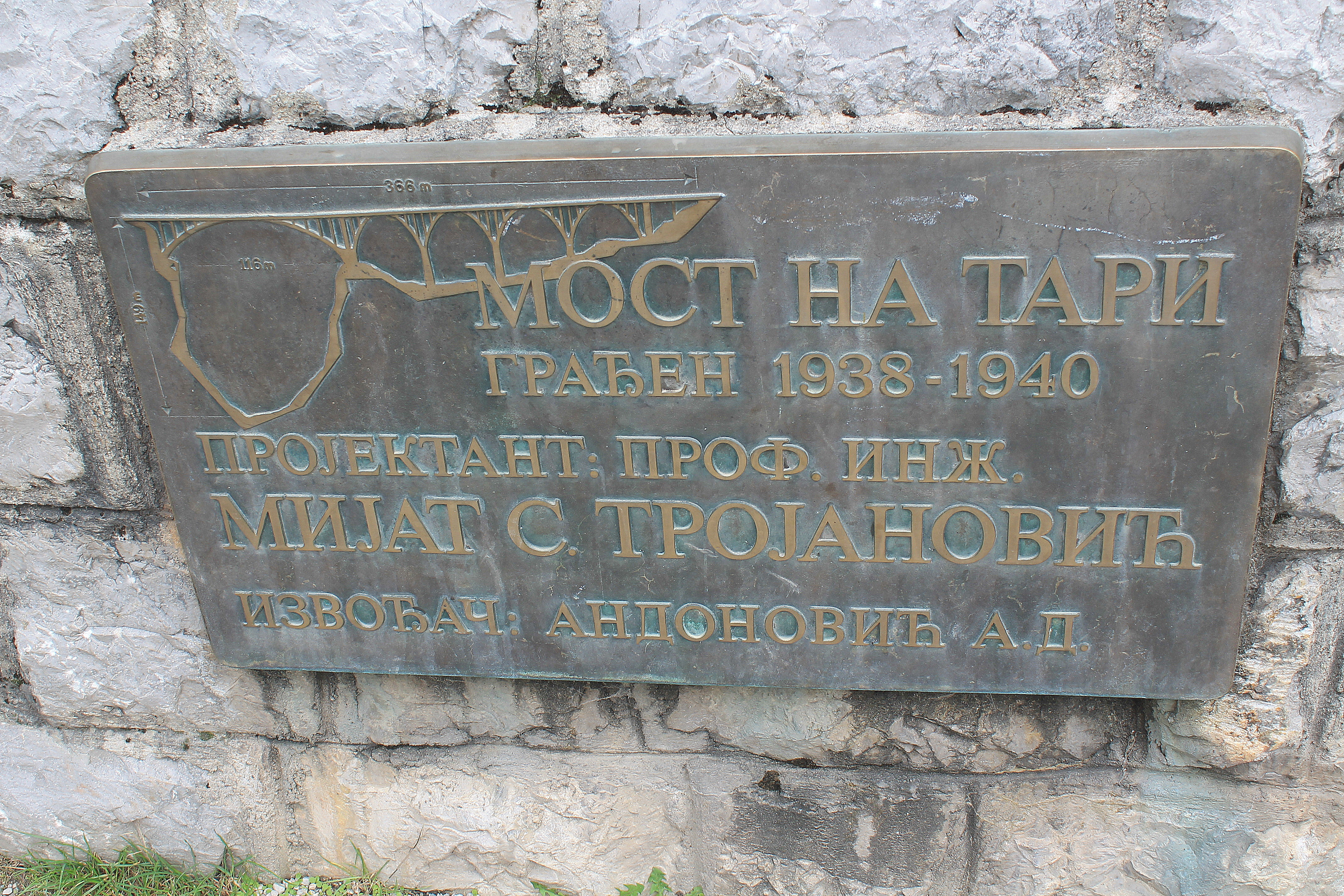
Plaquette bij de brug
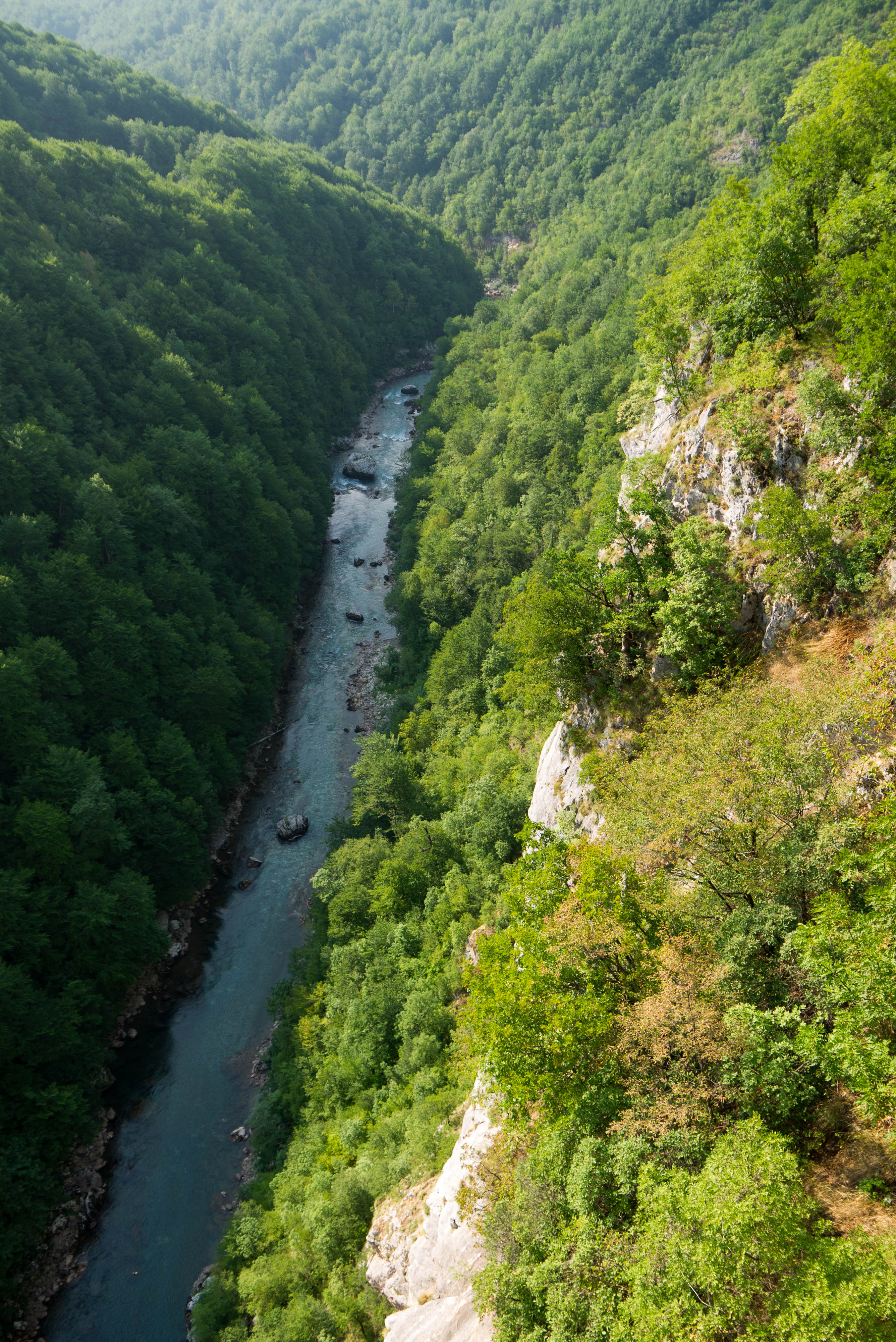
Rivier de Tara gezien vanaf de brug